# Herrarnas 50 km masstart vid världsmästerskapen i nordisk skidsport 2011
Herrarnas masstart vid Skid-VM 2011 avgjordes den 6 mars 2011 kl. 13:00 (lokal tid, CET) i Holmenkollen, Norge. Detta var herrarnas sista längdskidtävling på mästerskapet. Distansen för masstarten var 50 km i fristil.

## Tidigare världsmästare
| År   | Ort           | Mästare             |
| ---- | ------------- | ------------------- |
| 2001 | Lahtis        | Johann Mühlegg      |
| 2003 | Val di Fiemme | Martin Koukal       |
| 2005 | Oberstdorf    | Frode Estil         |
| 2007 | Sapporo       | Odd-Bjørn Hjelmeset |
| 2009 | Liberec       | Petter Northug      |

## Resultat topp-10
| Placering | Startnummer | Namn                | Land     | Tid       |
| --------- | ----------- | ------------------- | -------- | --------- |
| 1         | 4           | Petter Northug      | Norge    | 2.08.09,0 |
| 2         | 6           | Maksim Vylegzjanin  | Ryssland | 2.08.10,7 |
| 3         | 15          | Tord Asle Gjerdalen | Norge    | 2.08.15,3 |
| 4         | 34          | Sjur Røthe          | Norge    | 2.08.17,0 |
| 5         | 14          | Alex Harvey         | Kanada   | 2.08.17,2 |
| 6         | 19          | Tobias Angerer      | Tyskland | 2.08.09,0 |
| 7         | 2           | Daniel Richardsson  | Sverige  | 2.08.17,5 |
| 8         | 38          | Juha Lallukka       | Finland  | 2.08.19,4 |
| 9         | 1           | Giorgio Di Centa    | Italien  | 2.08.33,9 |
| 10        | 1           | Sergej Dolidovich   | Belarus  | 2.08.35,9 |